# Envoy Air
Envoy Air (anteriormente American Eagle Airlines) é uma divisão regional do American Airlines Group. Após um período em que atuou no mercado como uma afiliada regional da American Airlines chamada de American Eagle entre 1984 e 1998, a companhia aérea foi fundada oficialmente em 1998 com a fusão de seis linhas aéreas regionais, o que resultou na formação do que é considerado um dos maiores sistemas de companhias aéreas regionais do mundo. A American Airlines Group, cerca de um mês após a sua própria criação, anunciou a mudança de nome da American Eagle Airlines para Envoy Air em 14 de janeiro de 2014, essa troca ocorreu com os objetivos de não criar confusão entre os nomes da companhia principal e da sua subsidiária e para dar mais destaque a esta última; a alteração ocorreu em 15 de abril do mesmo ano. Ela opera mais de mil voos por dia, atendendo 150 cidades entre os Estados Unidos, Canadá, México e Caribe.
O nome "American Eagle Airlines" também foi usado entre abril de 1980 e abril de 1981 por um serviço de fretamento aéreo não relacionado que suspendeu as operações e pediu falência antes de voar qualquer operação programada.

## História
A Envoy começou como uma coleção de transportadoras regionais com contratos para transportar a marca American Eagle. O primeiro voo da American Eagle foi operado pela Metroflight Airlines, que era uma subsidiária integral da Metro Airlines (anteriormente Houston Metro Airlines), em 1 de novembro de 1984, de Fayetteville, Arkansas e Fort Smith, Arkansas, para o Aeroporto Internacional de Dallas/Fort Worth. A Metroflight Airlines utilizou Convair 580 que haviam sido operadas anteriormente pela Frontier Airlines. Outras companhias aéreas que utilizaram as cores da American Eagle incluem a Executive Airlines, Command Airways, Air Virginia, Simmons Airlines, Chaparral Airlines e Wings West Airlines. Entre outras aeronaves em sua frota, a Chaparral Airlines voou com turboélices Grumman Gulfstream I que foram, 37 versões de aviões regionais de passageiros da bem-sucedida da aeronave comercial propjet da Grumman e foi uma das poucas transportadoras aéreas a operar o tipo em serviço regular de passageiros.
Até 1987, essas transportadoras terceirizadas voavam sob contrato com a American Airlines para o transporte regional para seus hubs. Durante 1987 e 1988, a AMR Corporation, adquiriu suas companhias aéreas regionais, começando com a Simmons Airlines. A aquisição final da American Eagle pela companhia aérea D/b/a da AMR foi a Executive Airlines em 1989.
Em meados de 1991, a AMR havia consolidado o número de operadoras para quatro. Em 15 de maio de 1998, a fusão da Wings West e Flagship na Simmons (e a mudança do nome da Simmons Airlines para American Eagle Airlines) reduziu o número de companhias aéreas voando como American Eagle com certificados operacionais para dois: American Eagle Airlines, Inc. e Executive Airlines, Inc.
Durante 2007, a AMR começou a estudar maneiras de transformar a American Eagle Airlines em uma empresa separada, incluindo, mas não se limitando a, a possibilidade de vender a empresa para acionistas ou terceiros não afiliados. Em 2008, a AMR disse que todos os planos foram suspensos até que a indústria aérea se estabilizasse após a crise financeira mundial. Em 2014, a empresa mudou seu nome para Envoy Air Inc., mas American Eagle continua a viver como uma marca, bem como uniforme para voos regionais operados por Envoy e por terceiros.

### Envoy Air
Em 14 de janeiro de 2014, o American Airlines Group anunciou oficialmente o rebranding de sua subsidiária American Eagle como Envoy Air. As aeronaves operadas pela American Eagle continuaram a operar sob a atual marca American Eagle, mas um rótulo "Operated by Envoy Air" foi adicionado, semelhante ao rótulo usado por outras companhias aéreas contratadas que voam aeronaves com a pintura American Eagle. Essa mudança de nome foi criada para evitar confusão quando a American Airlines anunciou que outras companhias aéreas regionais operariam em nome da American. O termo 'Envoy' é uma reencarnação da agora obsoleta Classe Envoy de assentos em aeronaves da US Airways.

## Frota

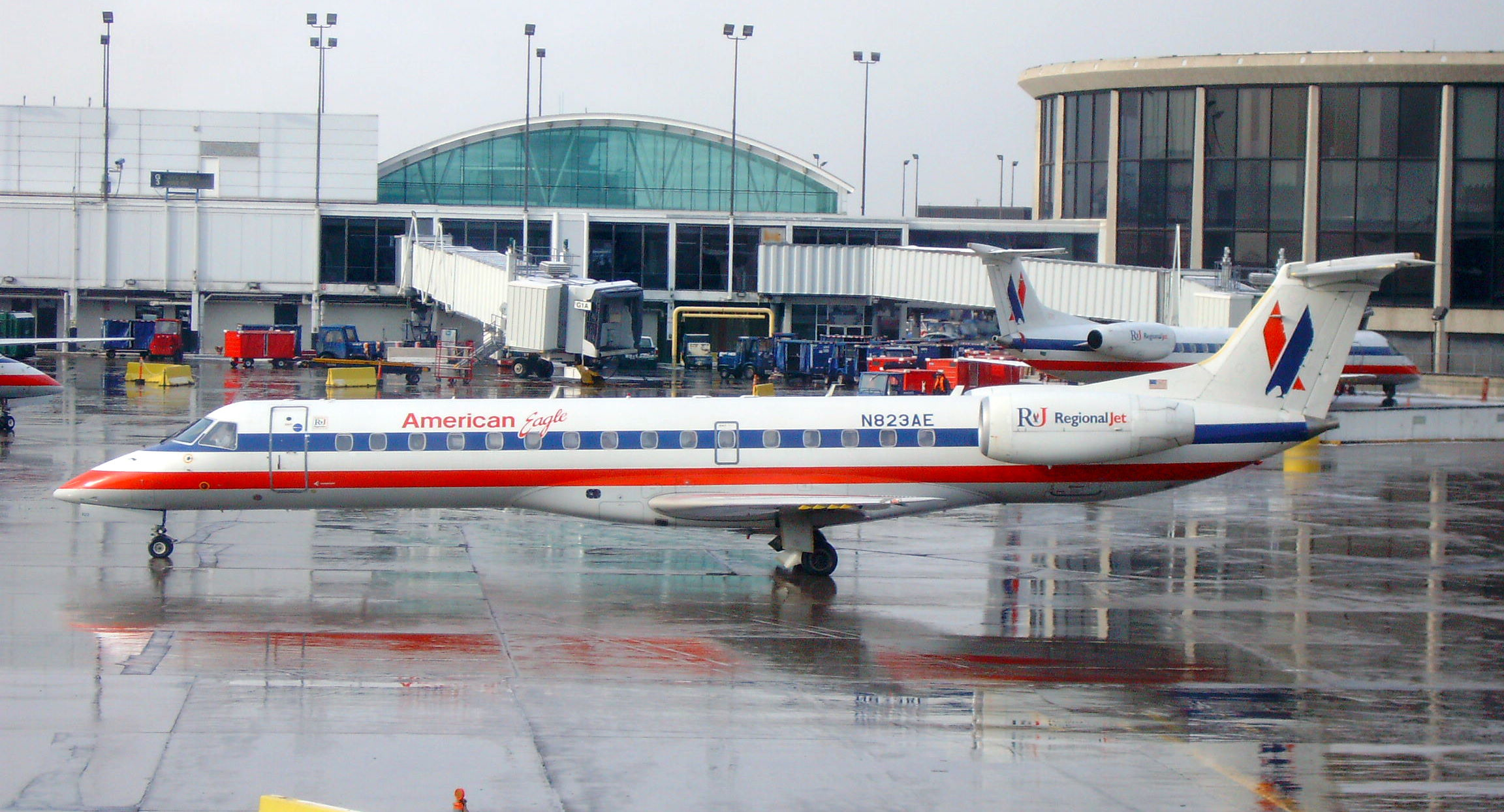
Um Embraer ERJ-140LR da American Eagle Airlines em 2007

A frota da Envoy Air consiste nas seguintes aeronaves (Setembro de 2021):
| Aeronaves       | Em Serviço | Ordens | Passageiros | Notas |
| --------------- | ---------- | ------ | ----------- | ----- |
| Embraer ERJ-145 | 57         | –      | 50          |       |
| Embraer ERJ-170 | 4          | 3      | 66          |       |
| Embraer ERJ-175 | 98         | –      | 76          |       |
| Total           | 159        | 3      |             |       |

## Acidentes
- 19 de novembro de 2019: um Embraer EBM-145LR prefixo N619AE, operando o Voo American Eagle 4125, deslizou da pista 10L para o lado esquerdo da pista cerca de 1600 metros após a cabeceira da pista de taxiamento, então a aeronave balançou e parou com a asa direita na neve. Todos os 41 ocupantes a bordo, entre passageiros e tripulantes, sobreviveram.[11]